# Lepidium meyeri
Lepidium meyeri là một loài thực vật có hoa trong họ Cải. Loài này được Claus mô tả khoa học đầu tiên năm 1850.